# L'Étrange Pouvoir de Norman
Pour l’article homonyme, voir Norman.
Pour plus de détails, voir Fiche technique et Distribution.
L'Étrange Pouvoir de Norman ou ParaNorman au Canada (ParaNorman) est une comédie d'aventure et d'horreur en animation en volume produit par Laika et réalisé par Sam Fell et Chris Butler. Le film est sorti en 2012.

## Synopsis
Blithe Hollow, petite ville de Nouvelle-Angleterre, est attaquée par des zombies à la suite de la malédiction d'une sorcière. Seul un garçon incompris, Norman Babcock, qui peut voir les morts et discuter avec eux, est capable d'empêcher la destruction de la ville par le fantôme de la sorcière pendue plusieurs siècles auparavant.
La sorcière est en réalité une fille qui avait le même pouvoir que Norman, ce qui effrayait les villageois. Elle fut alors jugée puis condamnée à mort, 300 ans plus tôt. Norman arrive à la trouver, et la raisonne. Elle disparait alors, la malédiction est levée.

## Fiche technique
- Titre : L'Étrange Pouvoir de Norman
- Titre québécois : ParaNorman
- Titre original : ParaNorman
- Réalisation : Sam Fell et Chris Butler
- Scénario : Chris Butler, d'après une histoire d'Arianne Sutner et Stephen Stone
- Montage : Christopher Murrie
- Musique : Jon Brion
- Production : Matthew Fried, Travis Knight et Arianne Sutner
- Société de production : Laika
- Société de distribution : Focus Features (États-Unis), Alliance Films (Canada), Universal Pictures (France)
- Budget :
- Pays :  États-Unis
- Genre : animation en volume, aventure, horreur
- Langue : anglais
- Format [2] : 
  - Image : couleur – 2.35:1 – 35mm et cinéma numérique — procédé Digital intermediate et Digital Stills – format négatif digital
  - Son : DTS, Dolby Digital et SDDS
- Durée : 95 minutes
- Dates de sortie [3] :   Canada,  États-Unis : 17 août 2012 ;  Belgique,  France : 22 août 2012
- Dates de sortie DVD :   Canada,  États-Unis : 27 novembre 2012 ;  Belgique,  France : 22 janvier 2013

## Distribution

### Voix originales
- Kodi Smit-McPhee : Norman Babcock
- Tucker Albrizzi : Neil Downe
- Anna Kendrick : Courtney Babcock
- Casey Affleck : Mitch Downe
- Christopher Mintz-Plasse : Alvin
- Leslie Mann : Sandra Babcock
- Jeff Garlin : Perry Babcock
- Elaine Stritch : la grand-mère
- Bernard Hill : le juge Hopkins
- Jodelle Ferland : Aggie
- John Goodman : monsieur Prenderghast
- Tempestt Bledsoe : le shérif Hooper
- Alex Borstein : madame Henscher
- Hannah Noyes : Salma
- Ariel Winter : une fille
- Jack Blessing : le plouc et le fantôme de la guerre civile
- Alicia Lagano : la touriste
- Scott Menville : le député Wayne et le rappeur
- Cam Clarke : un villageois
- Lara Cody : une villageoise

### Voix françaises
- Georges de Vitis : Norman Babcock
- Olivier Priestley : Neil Downe
- Sarah Brannens : Courtney Babcock
- Samuel Cahu : Mitch Downe
- Nathanel Alimi : Alvin
- Marie Donnio : Sandra Babcock
- Jean-Luc Atlan: Perry Babcock
- Pierre Londiche : le juge Hopkins
- Camille Timmerman : Aggie
- Jacques Frantz : monsieur Prenderghast, l'oncle de Norman
- Frédérique Cantrel : la grand-mère de Norman
- Isabelle Leprince : le shérif Hooper
- Élisabeth Margoni : madame Henscher
- Eloïse Brannens : Salma

### Voix québécoises
- Émilien Néron : Norman Babcock
- Alexis Plante : Neil Downe
- Catherine Brunet : Courtney Babcock
- François Simon Poirier : Mitch Downe
- Jean-Carl Boucher : Alvin
- Mitsou Gélinas : Sandra Babcock
- Stéphane Rivard : Perry Babcock
- Denis Mercier : monsieur Prenderghast
- Anne Caron : la grand-mère
- Jacques Lavallée : le juge Hopkins
- Gabrielle Thouin : Aggie
- Chantal Baril : madame Henscher
- Élise Bertrand : le shérif Hooper
- Juliette Garcia : Salma

## Production
Le film a été réalisé en stop-motion, les prises de vues en relief ont été réalisées avec une soixantaine de Canon EOS 5D Mark II répartis en cinq équipes travaillant simultanément sur des plateaux séparés.

## Accueil

### Accueil critique
Sur l'agrégateur américain Rotten Tomatoes, le film récolte 88 % d'opinions favorables pour 181 critiques. Sur Metacritic, il obtient une note moyenne de 72⁄100 pour 33 critiques.
En France, le site Allociné propose une note moyenne de 3,8⁄5 à partir de l'interprétation de critiques provenant de 17 titres de presse.

## Distinctions

### Récompenses
- 2012 : meilleur film d'animation au Washington D.C. Area Film Critics Association Awards
- 2012 : meilleur film d'animation au San Diego Film Critics Society Awards
- 2012 : meilleur film d'animation au Las Vegas Film Critics Society Awards
- 2012 : meilleur film d'animation au Dallas-Fort Worth Film Critics Association Awards
- 2012 : meilleur film d'animation au Chicago Film Critics Association Awards
- 2012 : meilleur film d'animation au Southeastern Film Critics Association Awards
- 2012 : meilleur film d'animation au Utah Film Critics Association Awards
- 2012 : meilleur film d'animation au Toronto Film Critics Association Awards
- 2013 : meilleur film d'animation au Online Film Critics Society Awards
- 2013 : meilleur film d'animation au Denver Film Critics Society Awards
- 2013 : meilleur film d'animation au Village Voice Film Poll

### Nomination
- Oscars 2013 : Oscar du meilleur film d'animation